# برج لایف اند کژوئلتی
برج لایف اند کژوئلتی (انگلیسی: Life & Casualty Tower) که با نام برج ال اند سی (انگلیسی: L & C Tower) هم شناخته می‌شود، آسمان‌خراشی ۳۰ طبقه به ارتفاع ۱۵۲٫۵ متر (۴۰۹ فوت) در نشویل، تنسی واقع در خیابان چرچ ۴۰۱ است. این ساختمان در سال ۱۹۵۷ تکمیل شد و نخستین آسمان‌خراش حقیقی در نشویل و بلندترین ساختمان در تنسی تا سال ۱۹۶۵ بود که ۱۰۰ نورث مین در ممفیس از آن پیشی گرفت. 